# Kibergbreen
Der Kibergbreen ist ein rund 35 km langer Gletscher in der Heimefrontfjella des ostantarktischen Königin-Maud-Lands. Er liegt zwischen der Sivorgfjella und der Tottanfjella. 
Wissenschaftler des Norwegischen Polarinstituts benannten ihn 1990 in Anlehnung an die Benennung des benachbarten Kibergdalen. Dieses ist benannt nach dem Dorf Kiberg in der norwegischen Finnmark, das bei der Informationsweitergabe an die Sowjetunion im Kampf gegen die deutsche Besatzung Norwegens im Zweiten Weltkrieg eine Schlüsselfunktion einnahm.